# Цзинвэй
Цзинвэй (кит. трад. 精衛, упр. 精卫) — зооморфный персонаж из китайской мифологии. Чудесная птица, в которую превратилась Нюйва, дочь императора Янь-ди. Благодаря одинаковому звучанию её имени с Нюйвой, прародительницей всего живого, в некитайской литературе иногда ошибочно ассоциируется с указанной богиней, хотя в записи их имён используются разные иероглифы.

## Описание
По описанию «Шань хай цзин» («Книга гор и морей»), IV—II века до н. э., Цзинвэй внешним видом напоминает ворону, но с красными лапами и пёстрой головой с белым клювом. В более поздних источниках («Описание удивительного», IV—V века) упоминаются птенцы — дети Цзинвэй от самца чайки: их мужские особи похожи на чаек, а женские — на свою мать. Обитает она на западном склоне горы Фацзюшань. За характер Цзинвэй дали несколько других имён: чжи-няо («птица твёрдой воли»), ши-няо («птица клятвы»), юань-цзинь («скорбная птица»), а также ди-нюйцяо («птица — императорская дочь»).

## Легенда
Согласно сведениям «Шань хай цзин», дочь императора Янь-ди погибла в юном возрасте, утонув в Восточном море. После смерти она решила принять форму птицы для того, чтобы отомстить морю, ставшему причиной её преждевременной смерти. С тех пор она носит в клюве камни и маленькие веточки с гор, расположенных вблизи моря, в попытке заполнить его. Восточное море в ответ насмехается над птичкой, утверждая, что она не сможет засыпать море даже через миллион лет, но упорная птичка провозглашает, что будет совершать свой труд хоть десять миллионов лет, и даже сто миллионов лет, сделав всё, что потребуется, чтобы другие не погибли так, как она. В облике птицы Цзинвэй и получила своё настоящее имя.

## Интерпретации
Предполагается, что китайское повествование о птице, пытающейся засыпать море, является искажённым в сути мифологическим сюжетом, широко распространённым у народов Северного полушария, повествующим о появлении суши посредством добывания земли со дна моря или птицей (гагарой) или другим существом.

## Культурное влияние
- Из этого мифа происходит китайское выражение 精衛填海 («Цзинвэй, заполняющая море»), что означает символ упорства и настойчивости при, казалось бы, невозможных шансах на успех.
- Профессор Чикагского университета Маньюань Лун назвал новый ген дрозофилы Цзинвэем (Jingwei)[4], поскольку изменённый ген, подобно мифической принцессе, пережил «реинкарнацию», приобретя новую структуру с иными функциями. Прочие родственные гены были названы именами персонажей из других легенд.